# Ficus benjamina
Ficus benjamina L., 1767 è una pianta angiosperma dicotiledone della famiglia Moraceae. 

## Descrizione
Ficus benjamina è un albero che raggiunge in natura i 30 m di altezza.

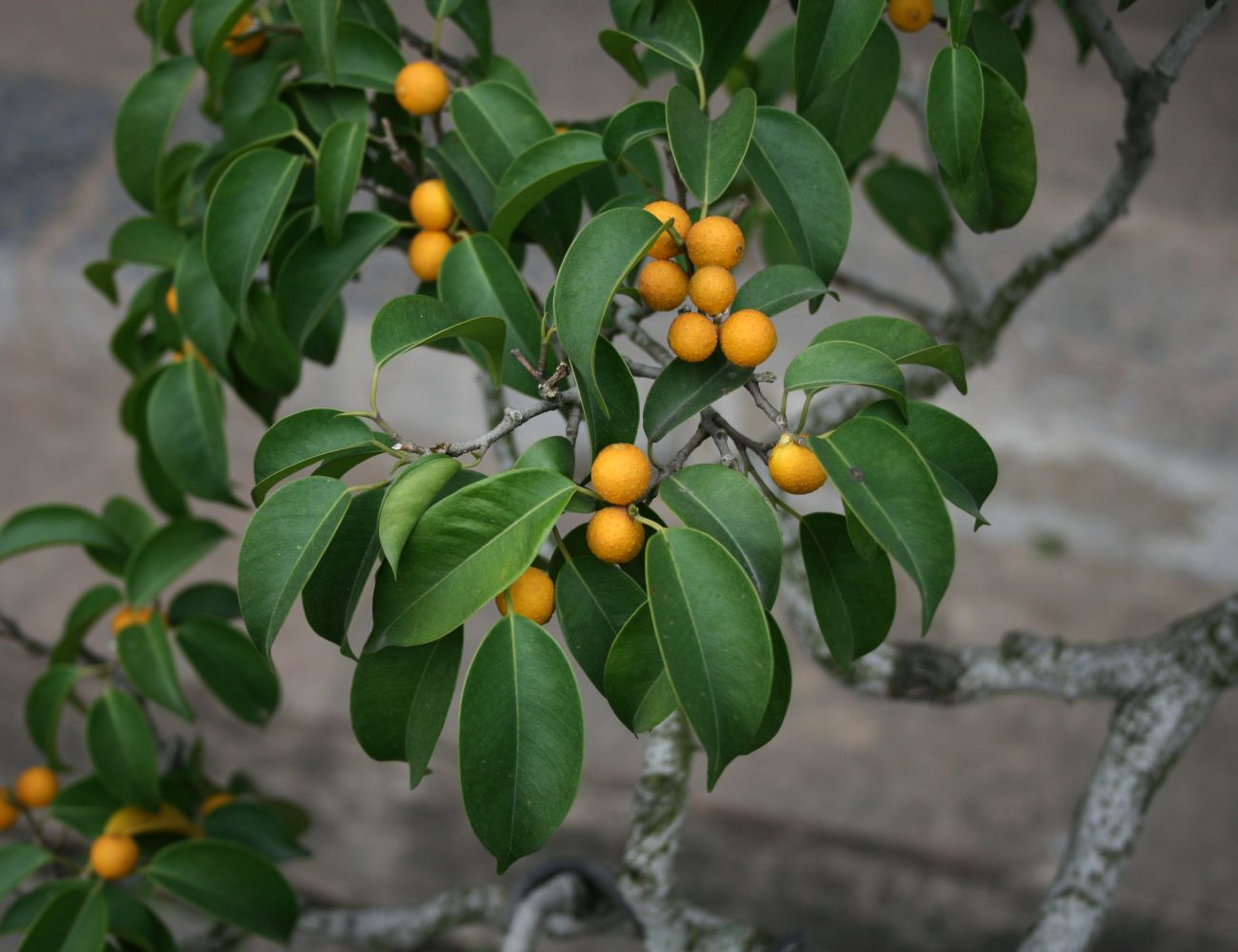
Frutti maturi

Ha fusti con corteccia grigio-beige, lievemente arcuati, rami sottili e foglie ovate, acuminate in punta, pendule che conferiscono alla pianta un aspetto armonioso.
I fiori sono unisessuali e portati in infiorescenze (siconi), la specie è monoica.
Coltivato come pianta ornamentale in appartamento raggiunge in vaso altezze di un paio di metri mentre può raggiungere in natura dimensioni considerevoli. Possono sviluppare radici aeree.
Produce, come tutti i fichi, dei siconi che in questa specie sono di colore arancio rossastro con un diametro di 2-2,5 cm. Sono eduli ma non vengono coltivati.

## Biologia
L'impollinazione di questa specie avviene ad opera dell'imenottero agaonide Eupristina koningsbergeri.

## Distribuzione e habitat
F. benjamina ha un ampio areale di origine che comprende l'India, la Cina meridionale,
il sudest asiatico, la Malaysia, le Filippine, l'Australia settentrionale, e le isole del Pacifico meridionale.

## Coltivazione

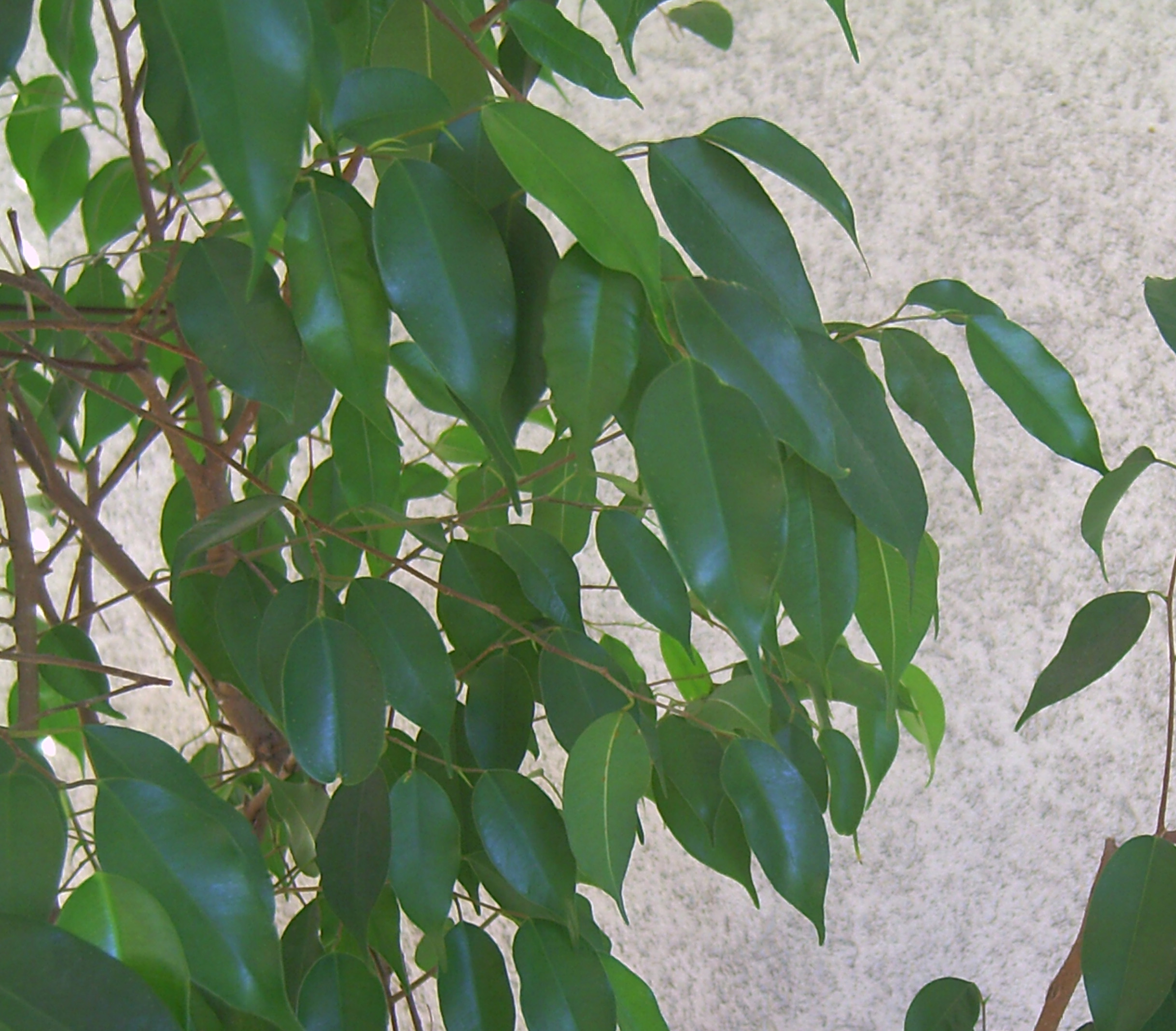
Dettaglio delle foglie.

Nei luoghi d'origine ed in generale nelle zone tropicali viene coltivato come grande albero per l'arredamento di parchi e viali alberati.
Nelle zone temperate invece è una popolarissima pianta di appartamento.
Richiede un clima caldo umido e posizione luminosa ma non luce solare diretta, annaffiature regolari più abbondanti in estate e diradate d'inverno; nella bella stagione si giova dell'aria aperta in posizione ombreggiata; teme gli ambienti secchi e gradisce spruzzature frequenti sulle foglie.
Non è opportuno tenere la pianta in ambienti in cui la temperatura possa scendere sotto i 10 °C; deve essere concimata due volte al mese nella bella stagione con fertilizzanti liquidi; se la pianta tende a diradare le foglie nella zona inferiore si può ricorrere alla cimatura in primavera.
Quando le radici hanno riempito completamente il vaso, è consigliabile rinvasare la pianta in primavera utilizzando terriccio universale ben drenato.
La moltiplicazione avviene generalmente per talea o per margotta.
Il progetto "NASA Clean Air Study"  ha determinato che Ficus benjamina è una delle specie in grado di rimuovere efficacemente la formaldeide gassosa (uno dei più diffusi inquinanti di interni) dall'aria di ambienti chiusi.

## Allergie
F. benjamina è una pianta allergenica ed è classificata come la terza causa più comune di allergie in ambienti interni dopo la polvere e gli animali domestici. Può causare una reazione allergica anche a chi è intollerante al lattice a causa della linfa, che si presenta come un liquido lattiginoso bianco, leggermente irritante che però, in alcuni casi, può portare, per gli allergici al lattice, ad uno shock anafilattico.

## Avversità
- Gli ambienti secchi, freddi o con luce solare diretta intensa tendono a far perdere le foglie inferiori.
- L'eccesso di umidità radicale per cattivo drenaggio provoca il marciume radicale sostenuto da funghi
- Attacchi di cocciniglia rendono appiccicosa la pianta per la melata e fanno deperire i giovani getti fino alla caduta delle foglie.
- Gli acari possono provocare l'ingiallimento e la caduta delle foglie attaccate.

Anche l'esposizione al vento può provocare la caduta delle foglie.